# Буяновский, Сергей Николаевич
Сергей Николаевич Буяновский (3 марта 1894 года, Петербург — 24 февраля 1956 года, Ленинград) — советский контрабасист, педагог Ленинградской консерватории.

## Биография
Сергей Николаевич Буяновский родился 3 марта 1894 года в Петербурге в семье музыканта. С 1908 года, в возрасте четырнадцати лет стал учиться игре на контрабасе у педагога Граммана. В 1910 году поступил в Петербургскую консерваторию (ныне Санкт-Петербургская консерватория имени Н. А. Римского-Корсакова), где занимался у профессоров В. Ф. Беха, потом — у П. И. Углицкого.
В 1918 году, после окончания консерватории устроился на работу в оркестр Мариинского оперного театра. При этом, с 1917 по 1924 год служил в Красной Армии — в оркестре бывшего Волынского полка. В середине 20-х годов поступил на работу в оркестр Ленинградской филармонии (ныне Санкт-Петербургская филармония имени Д. Д. Шостаковича), работал в филармонии вплоть 1941 года.
В 1918 году началась его педагогическая деятельность. Сергей Николаевич был приглашен в Ленинградскую консерваторию вести класс контрабаса. Как  уже опытного педагога, его в 1923 году командировали в Японию и Китай заниматься организацией обучения в классах контрабаса. В то время в этих странах отсутствовали классы контрабаса в высших музыкальных учебных заведениях.
По возвращении в Ленинград он продолжил работу в консерватории. В 1928 году получил звание доцента. В годы Великой Отечественной войны вместе с  группой педагогов Ленинградской консерватории работал в блокированном Ленинграде. При одном из назначенных дежурств его контузило взрывной волной. Весной 1942 года Сергей Николаевич Буяновский был эвакуирован в Ташкент. Там он вел оркестровую и педагогическую деятельность, а по возвращении в Ленинград продолжил работу концертмейстером группы контрабасов Малого оперного театра. Занимался преподаванием в консерватории, в музыкальной школе, в ленинградском музыкальном училище им. Римского-Корсакова и в Хоровом училище при Капелле (1944–1947).
За годы педагогической деятельности его учениками были музыканты музыкальных театров и симфонических оркестров СССР, педагоги-музыканты, в том числе профессор Ленинградской консерватории, заслуженный артист РСФСР Михаил Михайлович Курбатов.
Буяновский является автором учебного пособия для училищ и консерваторий «Гаммы и арпеджио для контрабаса» (Л., 1948). В 1948 году он также занимался составлением учебных программ для музыкальных училищ страны.  В последние годы жизни  написал учебное пособие по изучению гамм: «Мажорные и минорные гаммы со специальными к каждой гамме упражнениями для развития штрихов и арпеджио».
Сергей Николаевич Буяновский скончался 24 февраля 1956 года в Ленинграде.